# Брест (Мекленбург-Передня Померанія)
Брест (нім. Breest) — громада в Німеччині, розташована в землі Мекленбург-Передня Померанія. Входить до складу району Мекленбургіше-Зенплатте. Складова частина об'єднання громад Трептовер-Толлензевінкель.
Площа — 9,38 км2. Населення становить 137 ос. (станом на 31 грудня 2020).

## Галерея

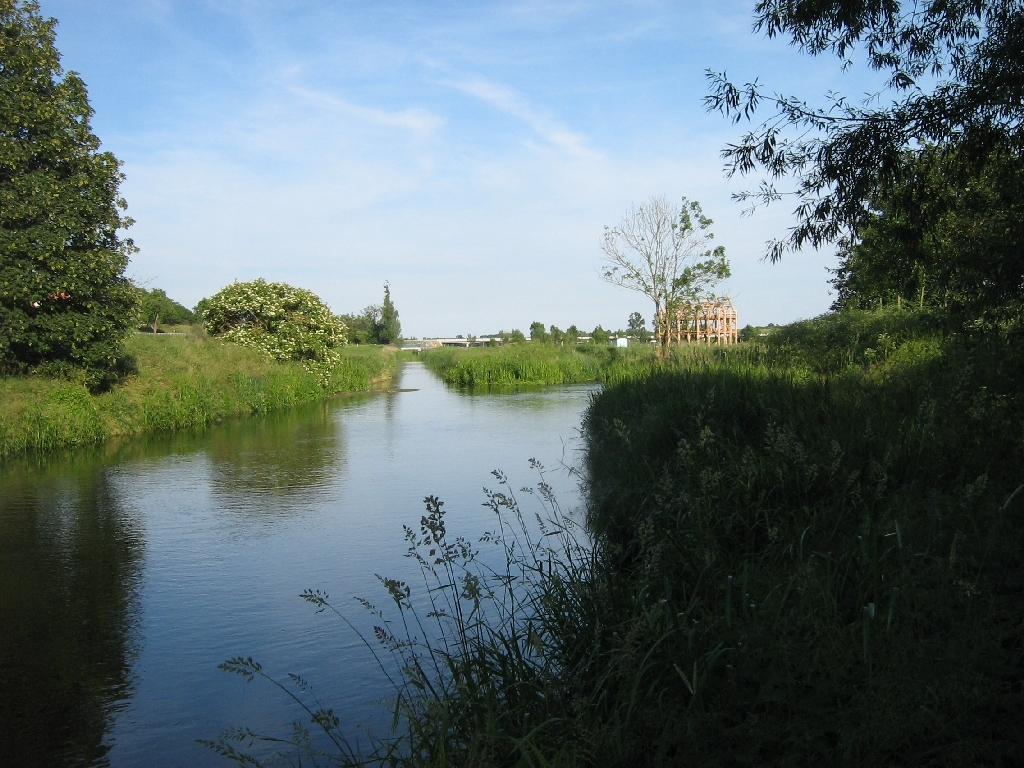
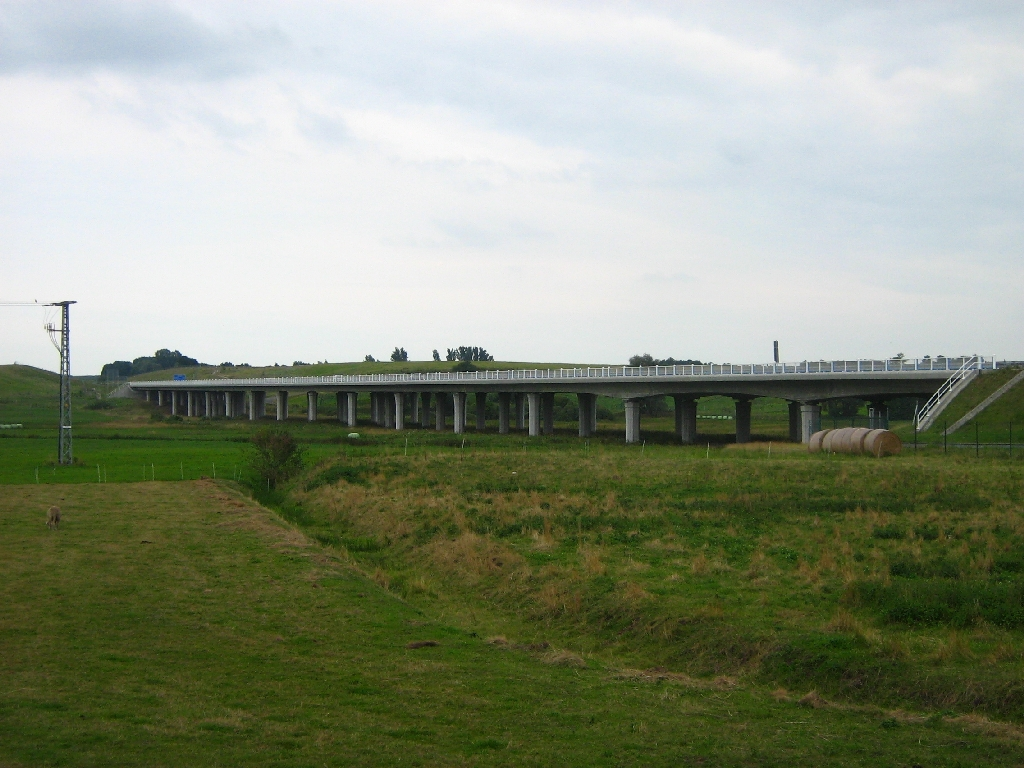
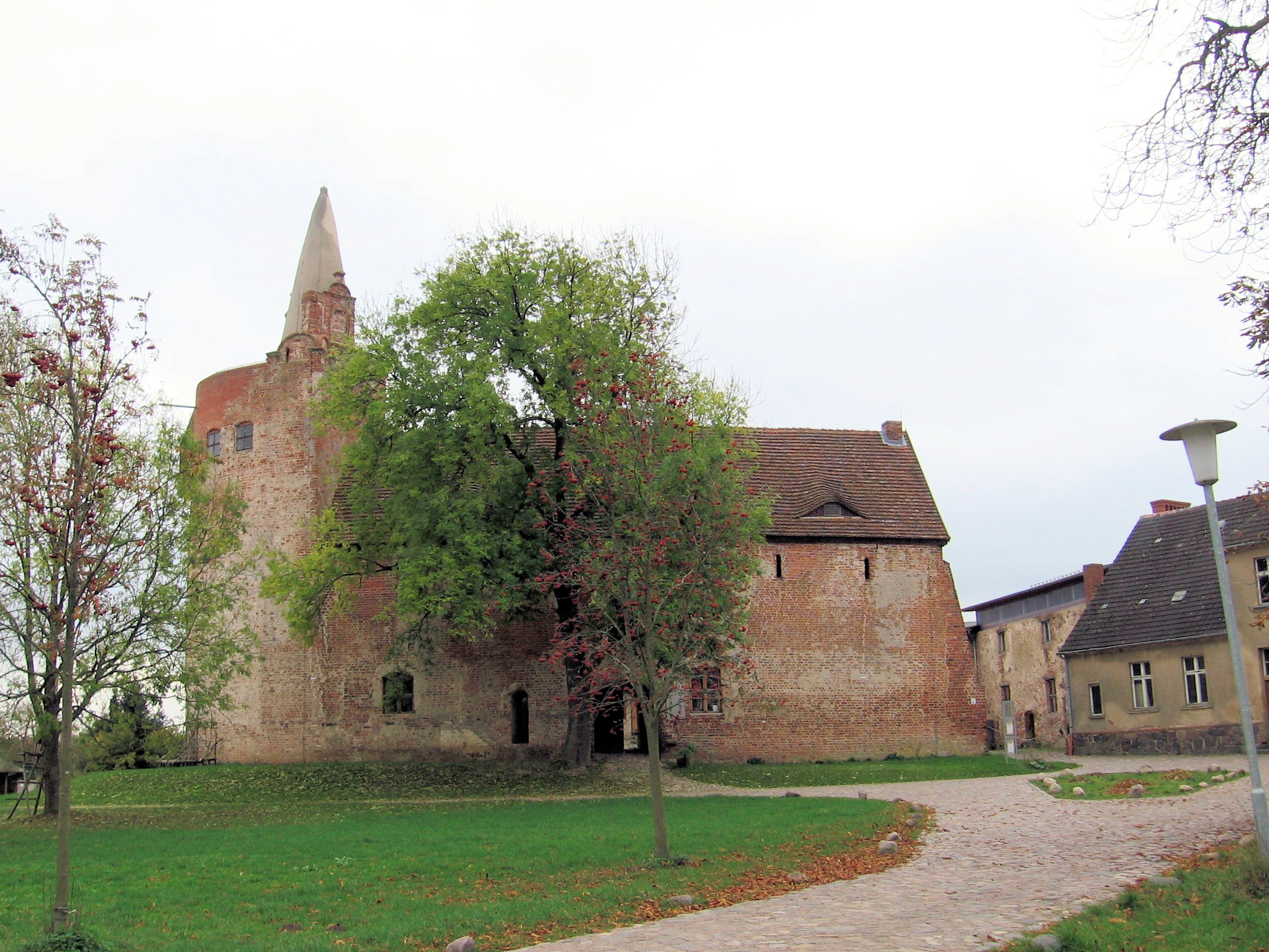